# Chlumčanští z Přestavlk
Chlumčanští z Přestavlk a z Chlumčan byli česká vladycká rodina, žijící ve 13. až 19. století v Čechách. Její členové pracovali ve státních i církevních službách.

## Historie
Rod Chlumčanských pocházel z Přestavlk a Chlumčan. Zakladateli rodiny byli Purkart z Přestavlk a jeho syn Zdislav 1241–1243 jmenovaní v listech Plzeňského kraje, kromě nich jsou tamtéž roku 1250 zmiňováni také Volbram a Vilart z Přestavlk.
Roku 1358 držel Vlach z Přestavlk ves Háj na Úhlavě a měl syny: Racka, Jana, Petra a Vlacha v roce 1359–1389. Po Rackovi zůstal vedle několika jiných synů jmen nepovědomých syn Jan Chlumčanský z Přestavlk a z Chlumčan (1433 až 1456), jehož manželkou byla Markéta Varlichovna z Frimburka, která porodila syny: Petra († 1485), Mikuláše Vlacha (1482–1496), Rousa na Chlumčanech a Viléma na Bubně (1474 až 1492) a na Buksičtě u Plzně (1501). Petr zanechal syny Jana a Racka roku 1494 připomenuté, Vilém kromě dcery Ludmily syny Kryštofora na Bubně roku 1509, jenž byl roku 1549 již mrtev, Adama, Zdeňka, Jarolíma (1549), Jiříka roku 1544 na Plešnicích a Šebestiana roku 1543 na Buksičtě. Po Kryštofovi zůstali dva synové: Vilém na Újezdě, Jenči a Tisovicích v roce 1526–1564 (m. Markéta z Píbru), po němž dědil syn Jeroným Tisovice a prodal je roku 1575, pak druhého syna Jana na Újezdě nade Mží († 1544), který zanechal sirotka Jana roku 1544 připomenutého. Jan tento nejmladším jmenovaný pojal za manželku Dorotu Vlasatou z Domaslavě († 1605), s níž zplodil syny Adama Jiřího, Jindřicha a Václava († 1605), po kterých zůstali potomci Jan Kryštof roku 1666 nezletilý po Adamovi a Oldřich Kryštof roku 1666 již dospělý po Jindřichovi.
Strýc Viléma na Bubně (1490–1497) Markvart (snad syn Rousův) stal se praotcem větve Chlumčanský z Přestavlk a z Chlumčan, která přetrvala všechny ostatní větve až do úplného vymření rodiny. Jeho vrstevník Václav, kterého do genealogického rámce není možné zařadit, připomíná se poprvé roku 1497 a žil roku 1516 na Štěpánovicích a Újezdě Purkartově, dědil po Barboře z Mělnic roku 1521 a jmenuje se naposled roku 1527; roku 1545 byl již mrtev a zůstala po něm vdova Anna z Drahkova se třemi syny. O nejstarším Petrovi nejsou zprávy, Kryštof byl ve službách rožmberských purkrabím na Zelči roku 1567 a Jan nejstarším jmenovaný koupil hrad Skálu roku 1572. Tento také jediný potomky měl s manželkou Annou ze Lhoty: Jindřicha, Adama a Jana Boreně. Jindřich držel Radkovice a Lukavici Dolejší, kde před roku 1606 zemřel, zůstaviv dvě dcery, Kateřinu za pána z Řičan roku 1607 provdanou a Annu za vladyku Březského roku 1613. Adam držel Bukovou roku 1615 a zabil Viléma Brouma z Mířetic v hádce roku 1618; Jan Boreň žil na Újezdě až do své smrti roku 1618 a byl ve své době známý jako cestovatel, jenž jedenáctekrát do cizích zemí si vyjel, do Německa, Říma, Polska, Prus a Uher, a tyto cesty jazykem českým popsal. Rukopis ten dostal se s vnučkou jeho Ludmilou provdanou za Jana Václava Dubského z Vitíněvsi do Pičína někdy roku 1682, ale dnes o něm se neví. (Viz Jirečkovu Rukověť). Se svou manželkou Maruší Janovskou z Janovic měl Jan Boreň šest synů a dcery Judytu, Dorotu a Justynu. Rolant, David, Jiří a Jindřich byli roku 1615 již dospělí, Vladislav a Karel ještě nezletilí. Jindřich byl roku 1617 v Přešticích zabit od Petra Karla z Klenového a Vladislav usadil se od roku 1644 na Trhových Dušníkách v Berounsku.
Markvartovými syny jmenují se Jiřík a Zikmund roku 1545, kteří téhož roku Vlasatým z Domoslavě Chlumčany do desk vložili, Jiřík († před roku 1579) seděl na dílu Plešnic a na Bubně a měl za Ladislavem ze Šternberka († 1573) 500 k. na dluhách, Zikmund držel Zemětice a byl roku 1549 také hejtmanem na Bečově. K těmto dvěma bratřím počítají se ještě tři: Jan, Petr a Kryštof, ač nevíme, z jakých důvodů. Jan držel Plešnici v roce 1556–1558 a snad také později v roce 1570 až 1590 Čistou, Slatinu a Milíčoves, kde kostel obnovil a jako nejstarší Jan Chlumčanský z Přestavlk a z Chlumčan roku 1590 pochován byl.
Ze synů Markvartových měl jen Jiřík s manželkou Bohunkou z Košemberka potomky: Oldřicha Kryštofa, Zikmunda a Václava roku 1579 nezletilé a Jana Markvarta zletilého na Bijadlech a Maškrově, jenž roku 1637 prodal Bukovou a ještě roku 1650 žil na Bělči v Prachensku. Dětí neměl ani jeho bratr Zikmund. Chlumčanský z Přestavlk a z Chlumčan se účastnili stavovských bouří. Adam, David, Jan Jindřich a Zikmund podepsali přísahu stavů týkající se konfederace, ale vyhradili sobě, co by bylo proti náboženství katolickému; proto byli osvobozeni pokuty roku 1623 a jen David Chlumčanský z Přestavlk a z Chlumčan, který roku 1631 – při vpádu saském povstalé sedláky vedl k nepříteli, propadl pohledanost svou na statku Václava Příchovského. Jindřich, Václav a Zikmund, bratři Chlumčanští z Přestavlk a z Chlumčan, podepsali konfederaci a zúčastnili se výpravy zemské, avšak přistoupivše k náboženství katolickému byli roku 1629 pokuty za perdon osvobozeni a podrželi statky své Bukovou a Loučim. Oldřich Chlumčanský z Přestavlk a z Chlumčan (jenž do roku 1605 na Čeminech seděl) zúčastnil se s bratrem Václavem vzpoury tím, že bratra svého Kryštofa vypravil k vojsku stavovskému; proto odsouzen roku 1623 všeho jmění, ale bratr jeho Kryštof roku 1629 osvobozen jest. Syna měl Oldřich Kryštofa již roku 1599 připomenutého. Václav st. Chlumčanský z Přestavlk a z Chlumčan na Stokově odsouzen roku 1623 polovice jmění, protože k hotovosti veřejné vypravil v čase vzpoury bratra svého Vladislava; Štokov konfiskovaný koupila jeho manželka Salomena Hradištská rod. Příchovská z Příchovic roku 1623. Kromě statků na Klatovsku a Plzeňsku měli Chlumčanský z Přestavlk a z Chlumčan též dvůr v Drahouši na Žatecku u Podbořan, kde roku 1589 Jan ml. Chlumčanský z Přestavlk a z Chlumčan seděl a snad jednou osobou jest s Jenem nejml. Chlumčanský z Přestavlk a z Chlumčan, jemuž manželka jeho Dorota Chlumčanský z Přestavlk a z Chlumčaná z Domoslavě roku 1584 všechen majetek svůj po smrti odkázala a o jehož třech synech svrchu jsme mluvili. Druhou manželkou Jana nejml. byla Anna Malovcovna z Chejnova a z Vimberka. Oldřich Kryštof, jenž s první manželkou Kateřinou Nebylovskou z Drahobuze získal Polyň, po její smrti roku 1662 sňatkem s Marií Markvartkou z Hrádku nabyl Bělče na Pracheňsku a Vladislav, syn Jana Boreně, koupil Stěžov na Berounsku roku 1641 a Trhové Dušníky roku 1644. Vladislav (první manželka Kateřina Šleglovská ze Schützendorfu) byl hejtmanem kraje podbrdského roku 1644, JMC. radou a soudcem zemským a roku 1664 podruhé se oženil s Maximiliánou Apollonií Měsíčkovnou z Výškova. Synové Vladislavovi Jan Vilém, František Antonín, Václav Karel a Maximilián Leopold prodali Dušníky a Obcov bratru svému Jindřichovi Chlumčanskému z Přestavlk a z Chlumčan. Jindřich byl přísedícím komorního soudu v roce 1685, 1689 a 1709, Jan Vilém držel Stěžov, který roku 1670 od otce koupil, a byl roku 1669 přísedícím nejvyššího purkrabského soudu, nejstarší Vladislavův syn Leopold byl roku 1682 knězem cisterciáckého řádu na Zbraslavi.
O ostatních bratřích a jejich pošlosti zevrubného nic nevíme a jen se domýšlíme, že Jiřík Vilém a Jan Jakub Chlumčanský z Přestavlk a z Chlumčan, kteří v matrikách fary všerubské jako kmotři v létech 1681–1682 se připomínají, byli potomci některého z těchto pěti bratří. Po Jindřichovi († 1708) byl bratr Václav pánem na Trhových Dušníkách, Německé Lhotě a Obcově a odkázal tyto statky »pro zachování rodu« strýci Antonínovi Chlumčanskému z Přestavlk a z Chlumčan roku 1722, synu bělečského Jana Františka, syna Oldřicha Kryštofa. Antonín koupil statek Růženou u Nadějkova nedaleko Jistebnice roku 1709 a prodal Dušníky roku 1734. S manželkou svou Johankou Voršilou Rozhovskou z Krucemburka měl 12 dětí, 9 dcer a 3 syny. Z dcer se provdaly Marie Anna za Jana Petra Stráníka z Kopidlna na Kamenné Lhotě u Borotína roku 1729, Josefa Klodiána za Františka Ferdinanda Radeckého z Radče na Růžené roku 1726 a Antonie Josefa za Maximiliána Josefa Dubského z Vitíněvsi roku 1733. Ze synů vstoupil Jan Václav do řádu kajetánského roku 1731, František záhy umřel a Antonín Josef pojav za manželku Josefu Obyteckou z Obytec dále rod svůj vedl. Koupil potomkům svým Hoštice na Volyňsku roku 1742 a Veselíčko u Milevska roku 1751, kde svůj byt až do smrti si oblíbil († 1772). Kšaftem svým rozdělil statky své mezi syny tou měrou, že Jan Nep. Veselíčko a Vojtěch Hoštice obdrželi; kněz světský Antonín byl penězi odbyt a dva řeholníci žili v klášteře bosých augustiniánů v Praze. (Po zrušení kláštera stal se kněz Jeroným Josef Chlumčanský z Přestavlk a z Chlumn farářem v Nechvalicích na Sedlčansku v roce 1787–93 a potom děkanem v Boru). Od Vojtěcha koupil Václav Leopold jako arcibiskup pražský Hoštice, a Veselíčko dostalo se do rodiny svob. p. z Bretfeldu. Synovec Vojtěchův František Josef sv. p. z Bretfeldu byl sice od Vojtěcha Chlumčanského z Přestavlk a Chlumčan, c. k. podplukovníka a komořího, za vlastního přijat, avšak nepřešel na něho ani erb ani titul starožitné rodiny Chlumčanských z Přestavlk a z Chlumčan.
Nejdéle ze všech synů Antonína Chlumčanského z Přestavlk a z Chlumčan žil Václav Leopold Chlumčanský z Přestavlk a Chlumčan, již výše zmíněný arcibiskup pražský (15. listopadu 1749, Hoštice na Prácheňsku – 14. června 1830, Praha). Studoval v Německém Brodě, roku 1765 byl přijat do semináře sv. Václava v Praze a dokončil studia filosofie, stal se mistrem svobodných umění. Roku 1768 vstoupil do šlechtického konviktu u sv. Bartoloměje a dostudovav bohosloví stal se roku 1771 bakalářem. Posvěcen roku 1772 na kněze kaplanoval v Klášterci, stal se roku 1777 farářem ve Skoroticích, roku 1779 děkanem v Děčíně a t. roku zvolen kanovníkem metrop. kapitoly u sv. Víta v Praze, kde byl po 12 let kazatelem. Postoupiv k hodnosti arcijáhna, stal se roku 1795 tit. biskupem kanejským a suffragánem arcibiskupa Salma, roku 1796 generálním vikářem a roku 1801 biskupem litoměřickým. Nastoupiv 30. června 1802 úřad svůj osvědčoval se jakožto horlivý a dobročinný arcipastýř. Zřídil znova diecézní ústav theologický, rozšířil seminář, vynakládal velké summy na opravu budov kostelních i školních a zbudoval znova chrám na biskupském statku svém v Drmech. Pro neomezenou štědrost jeho k chudině poctil jej císař František I. názvem »otce chudých« a jmenoval jej c. k. skutečným tajným radou. Když spojené vojsko roku 1813 u Litoměřic tábořilo, pečoval Chlumčanský z Přestavlk a z Chlumčan o jeho potřeby a zvláště o zaopatření vojínů raněných. I nabídl mu císař uprázdněné arcibiskupství lvovské, jež on však zamítl ze šlechetného důvodu, že nejsa jazyka polského znalý nemohl by lidu prospěti. Brzo potom, 13. května 1814, jmenován byl arcibiskupem pražským a 15. března 1815 u sv. Víta slavnostně nastolen. Hned potom rozdal 16. 000 zlatých mezi chudinu pražskou a roku 1817 věnoval na ulevení bídy v některých krajích českých 20 000 zlatých, a když mu z této summy zbývající část 8000 zlatých byla navrácena, daroval tyto peníze k založení Národního muzea, jemuž také věnoval valný počet vzácných prvotisků a rukopisů. Horlivě pečoval o zvelebení školství; na svých panstvích vystavěl 9 nových škol, zřídil znovu a zvelebil ústav pro vdovy a sirotky učitelské a stal se zakladatelem dvou reálných škol, v Rakovníku a v Liberci, prvních to ústavů toho druhu v Čechách. Roku 1826 zavedl opět jitřní mši sv. o Vánocích. Zorganizoval arcidiecézní seminář a ustanovil mu třetího představeného, jejž i sám do roku 1823 platil. Aby učinil přítrž nedostatku duchovenstva, živil v semináři 25 chudých studujících a odkázal na týž účel 10 000 zlatých. Staral se také o zřizování vikariátních knihoven k dalšímu vzdělání duchovenstva a podporoval tehdejší snahy o zvelebení jazyka českého; Josefu Jungmannovi platil po několik let zvláštního písaře, aby mohl svůj Slovník dokončiti a vydati, a když biskup František Pištěk a ceremoniář Karel Vinařický pojali úmysl založiti »Časopis pro katolické duchovenstvo«, dal ochotně svolení a podporoval tento důležitý sborník, ku pěstování teologie a ku zdokonalení spisovné češtiny prospěšný.
V závěti odkázal Václav Leopold Chlumčanský z Přestavlk a Chlumčan znamenité sumy různým chrámům i k účelům dobročinným a zůstaviv blahou památku v lidu českém, zemřel roku 1830 jako poslední potomek starožitné české vladycké rodiny Chlumčanští z Přestavlk a byl pohřben v arcibiskupské hrobce v katedrále sv. Víta.

## Erb
Erb měli podélně rozdělený, stříbrný a černý, s buvolími rohy, bílým a černým na helmě.